# Moorschnucke
Die Moorschnucke, auch Weiße Hornlose Heidschnucke, lat. Ovis aries (ammon) f. aries, ist eine sehr kleine Landschafsrasse und gehört zu den Heidschnucken. Innerhalb dieser wird sie durch ihre helle Wolle und Hornlosigkeit definiert.

## Ursprung

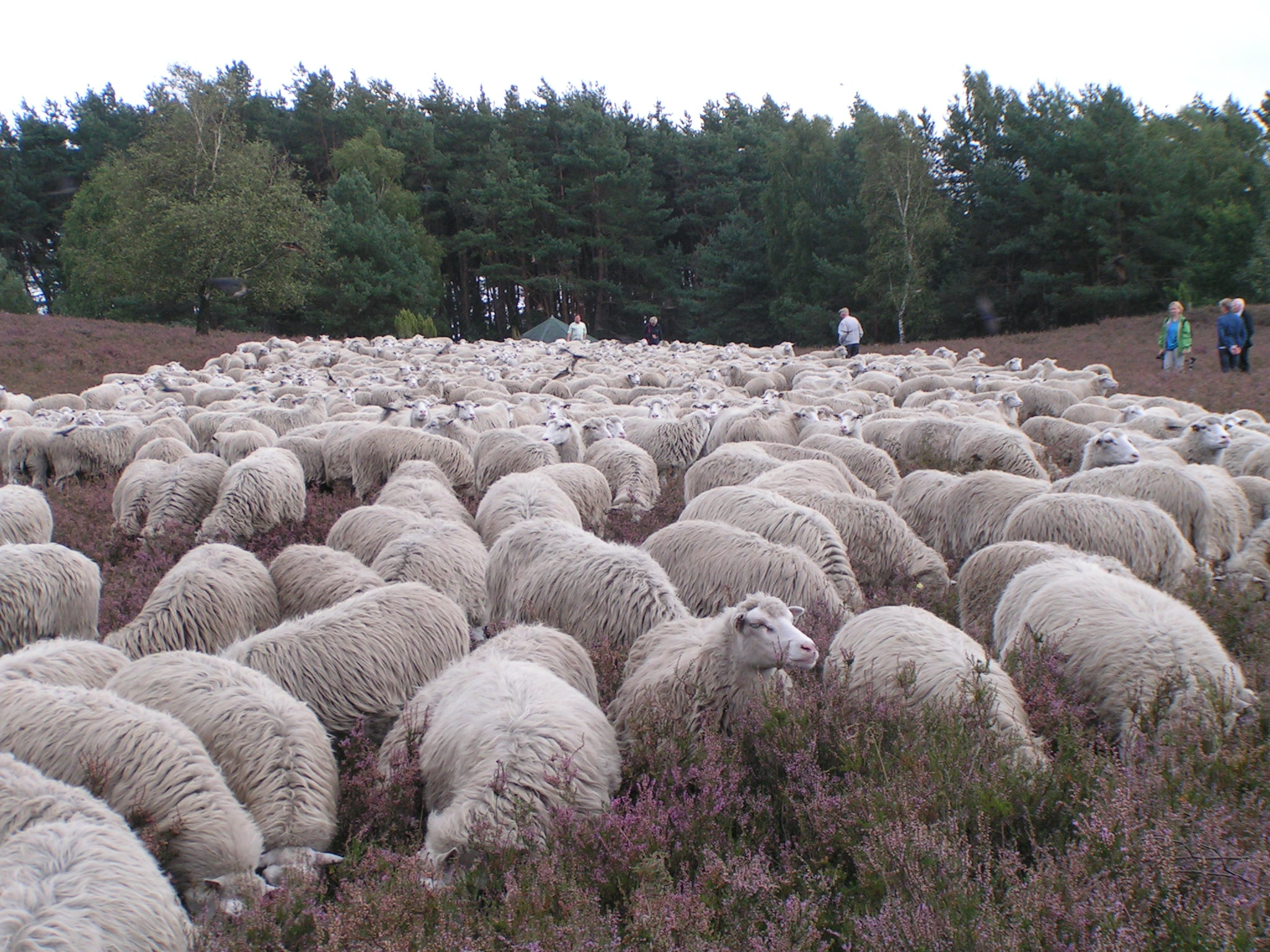
Moorschnuckenherde auf der Kirchdorfer Heide

Die Moorschnucken stammen aus den Moorgebieten Niedersachsens. Es wird vermutet, dass die Rasse durch Einkreuzung einer hornlosen schlichtwolligen Landschafrasse in die Population der grauen gehörnten Heidschnucken entstand. Sie wird seit Jahrhunderten in den Moorgebieten Norddeutschlands gehalten. 1922 wurde die Weiße hornlose von der Weißen gehörnten Heidschnucke getrennt und fortan Moorschnucke genannt.

## Verbreitungsgebiet
Die Moorschnucke wird hauptsächlich in den Hochmoorgebieten und Magerwiesen in Nord- und Mitteldeutschland gehalten. Gezüchtet wird die Moorschnucke heutzutage vornehmlich in der Diepholzer Moorniederung. Das ursprüngliche Verbreitungsgebiet waren die Landkreise Diepholz, Nienburg und Rotenburg. Die Diepholzer Moorschnucke ist als regionaler Begriff geschützt und wurde 1998 in die Liste der geschützten Ursprungsbezeichnungen der Europäischen Union aufgenommen.

## Ernährung

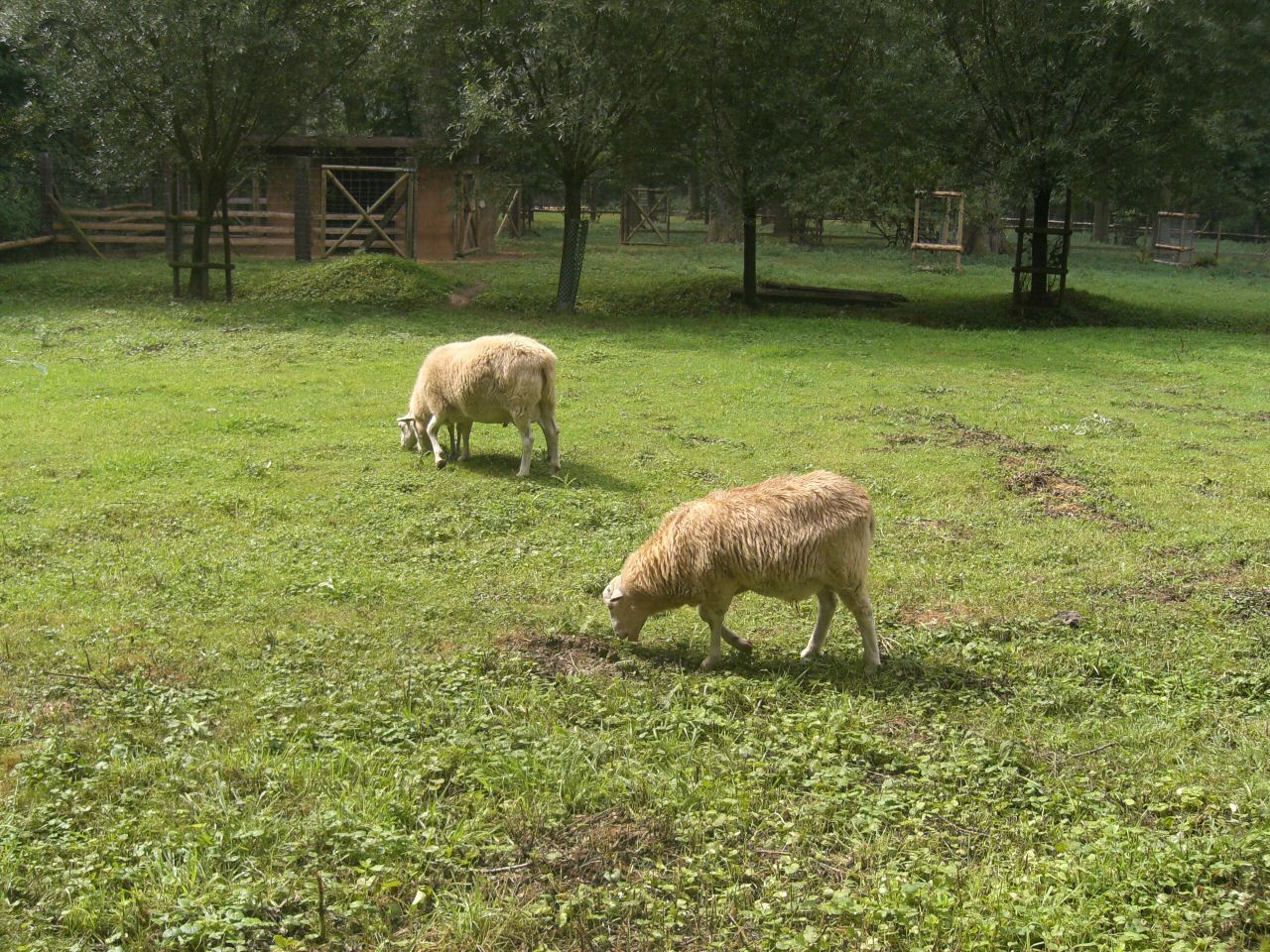
Moorschnucken im Wildfreigehege Bend Grevenbroich

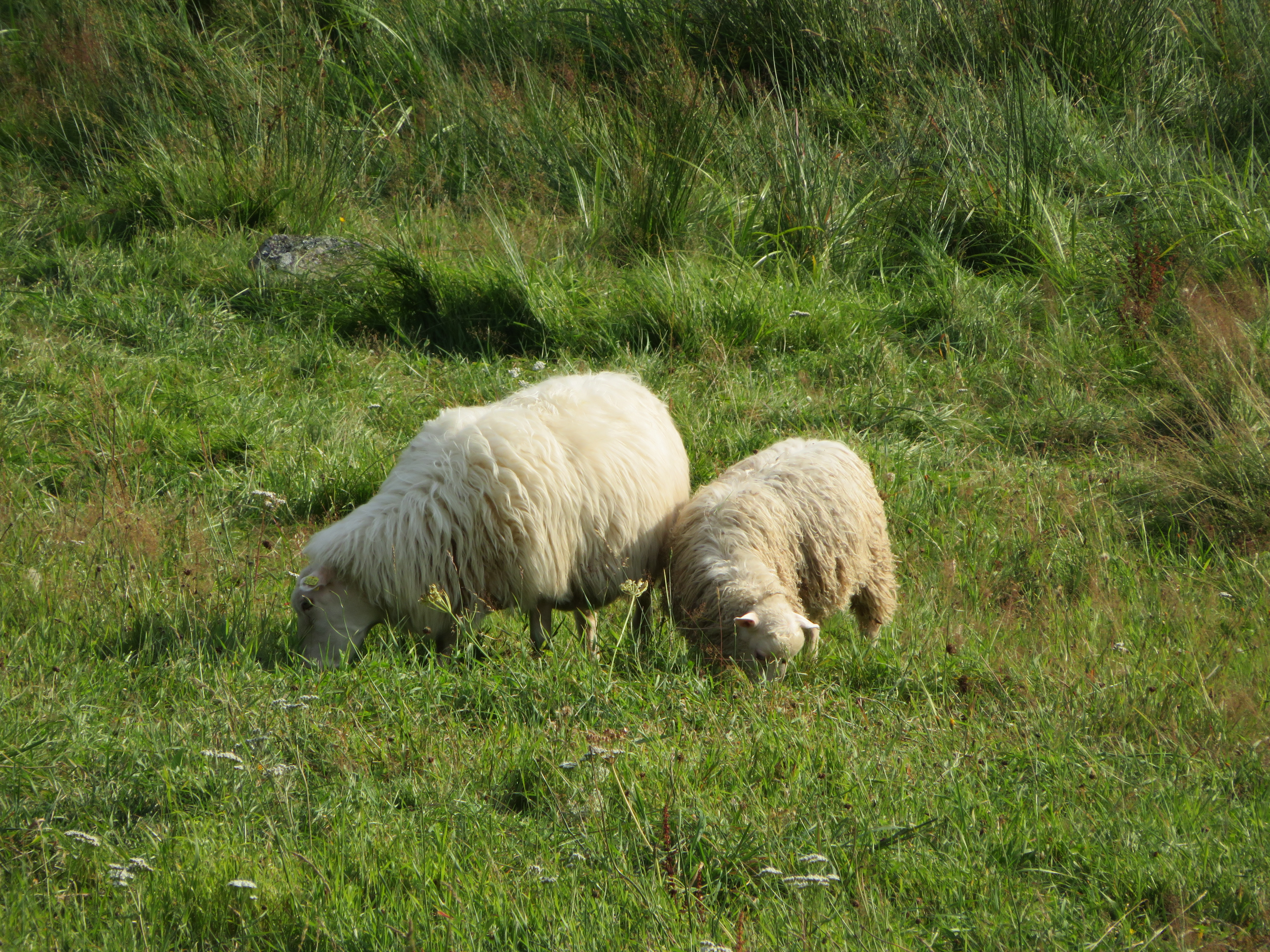
Moorschnucken beim Kienzlerhansenhof oberhalb der Gutach

Die Schnucken ernähren sich von Wildpflanzen wie Pfeifengras, Seggen, Sauerampfer, Pilze, Moose, Flechten und krautigen Pflanzen wie Besenheide, Marien- und Glockenheide. Beeren wie Krähenbeere, Moosbeere, Rauschbeere, Heidelbeere, Blaubeere sowie Kiefernnadeln und Birkenblätter stehen ebenfalls auf dem Speisezettel der Moorschnucke.

## Eigenschaften
Die Moorschnucke ist hervorragend an das Leben in Moorlandschaften angepasst und schafft es z. B. sogar eigenständig, sich aus Moorlöchern zu befreien. Sie ist sehr genügsam und durchschreitet auch knietiefes Wasser. Sie ist bestens für Naturschutz, Landschaftspflege und Beweidung von Moor- und Feuchtgebieten geeignet. Das Fleisch der Moorschnucke gilt als Delikatesse. Das Fleisch ist fettärmer und dunkler als das anderer Schafrassen. Durch die extensive Haltung und Fütterung erhält das Fleisch einen besonders würzigen Wildgeschmack.

## Körperbau
Beide Geschlechter sind hornlos, der längliche Kopf verfügt über schräg aufgestellte Ohren. Der Knochenbau ist leicht und grazil, die Klauen hell und sehr hart. Die Schulterhöhe beträgt beim Bock 55―60 cm und bei der Aue 45―50 cm. Die weiße Wolle ist mischwollig. Das äußere Vlies besteht aus grobem Oberhaar, das innere Vlies aus weichem, feinem Unterhaar. Wollsortiment reicht von DE bis E (38–40 Mikron). 

## Gefährdung
Gezüchtete Fleischschafrassen und die sinkende Moorbeweidung trugen dazu bei, dass die Moorschnucke in Deutschland fast gänzlich verschwand. Durch vereinte Kräfte seitens Züchtern, die insbesondere naturnahe und Naturschutzflächen zur Beweidung erhielten, und Naturschützern (wie dem BUND) konnte der Bestand des Jahres 1997 mit 2.250 weiblichen und 83 männlichen Zuchttieren auf einen Höchststand von 3.428 weiblichen und 138 männlichen im Jahr 2015 steigen, dem allerdings ein Rückgang im Jahr 2023 auf nur 1.611 weibliche und 68 männliche Zuchttiere folgte.
Die Moorschnucke gehört angesichts dieser Entwicklung zu den gefährdeten Haustierrassen (Beobachtungsrasse - BEO -). Sie ist in die Kategorie II (stark gefährdet) der Roten Liste (Stand Mai 2024) der Gesellschaft zur Erhaltung alter und gefährdeter Haustierrassen (GEH) eingereiht. Sie hat auch einen Betreuer dieser Rasse berufen.
Förderung in den Ländern
Die Zucht der Moorschnucke wird durch Landesmittel finanziell gefördert in Niedersachsen, Nordrhein-Westfalen, Sachsen-Anhalt und Schleswig-Holstein.